# Gudrun Arnold
Gudrun Arnold (* 7. Mai 1940 in Dresden) ist eine deutsche Malerin und Grafikerin.

## Leben und Werk
Gudrun Arnold studierte von 1960 bis 1965 an der Hochschule für Bildende Künste Dresden bei Rudolf Bergander Malerei. Seit 1965 lebt und arbeitet sie als freischaffende Malerin in Stralsund. Studienreisen führten sie u. a. 1972 nach Polen, 1974 in die damalige Sowjetunion und nach Bulgarien, 1978 in die Tschechoslowakei, 1979 nach Ungarn und nach der deutschen Wiedervereinigung nach Frankreich, Schweden und Italien. Neben ihrer künstlerischen Tätigkeit arbeitete sie in der DDR mit Volkskunstzirkeln, u. a. im Fischwerk Sassnitz, und bietet sie Malkurse für Touristen auf Rügen an. Sie schuf vor allem Bilder in Öl, Acryl und Holzschnitte und eine Anzahl von baugebundenen Werken, vor allem Wandbilder und Fassadengestaltungen im öffentlichen Raum und in Gebäuden, von denen einige nach dem Ende der DDR verloren gingen. Tafelbilder wurden u. a. von Betrieben und Institutionen erworben.
Sie sagt von sich: „Seit nunmehr bereits 50 Jahren hat mich die Küstenlandschaft stark inspiriert und magisch angezogen. Von der Ostsee mit der Insel Rügen, meinem Hauptwirkungsbereich, über die Nordsee bis zur bretonischen Atlantikküste reichend, sind es die ständig wechselnden Gegensätze, die faszinierend und bestimmend für mich sind“.
Werke von Gudrun Arnold befinden sich im Bestand u. a. des Staatlichen Museums Schwerin, der Kulturstiftung Rügen, der Kunsthalle Rostock, des kulturhistorischen Museums Stralsund, des Pommerschen Landesmuseums Greifswald und des Kunstarchivs Beeskow.

## Mitgliedschaften
- bis 1990 Mitglied im Verband Bildender Künstler der DDR, dort  Mitglied des Vorstandes des Bezirks Rostock und Beauftragte für den Kreis Rügen
- Mitglied im Künstlerbund Mecklenburg und Vorpommern e. V. im BBK

## Ehrungen
- Kunstpreis der Kulturstiftung Rügen

## Werke (Auswahl)

### Tafelbilder
- Untergang Vinetas (Öl, 175 × 300 cm; Kunstarchiv Beeskow)

- Bürgermeister von Gager Wilhelm Schult (1970, Öl; auf der VII. Kunstausstellung der DDR)[2]
- LPG-Bäuerin Liesbeth Gau (1971, Öl; auf der VII. Kunstausstellung der DDR)[3]
- Schlucht im Frühjahr (1999, Öl, 80 × 100 cm)[4]

### Druckgrafik
- Appell/Kinderferienlager Lobbe (1967, Radierung; auf der VI. Deutschen Kunstausstellung)[5]
- Kinderferienlager Lobbe. Zeltlager im Wald (1967, Radierung; auf der VI. Deutschen Kunstausstellung)[6]

## Ausstellungen (unvollständig)

### Einzelausstellungen
- 1978 Rostock, Kunsthalle
- 1998 Rostock, Schifffahrtsmuseum (mit Rudolf Austen und Wolfgang Schlüter)
- 2014 Bützow, Kunsthaus

### Ausstellungsbeteiligungen
- 1967/1968 und 1972/1973: Dresden, VI. und VII. Kunstausstellung der DDR
- 1968: Halle/Saale, Staatliche Galerie Moritzburg („Sieger der Geschichte“)
- 1969 bis 1984: Rostock, fünf Bezirkskunstausstellungen
- 1975: Schwerin, Staatliches Museum („Farbige Grafik in der DDR“)
- 1985: Berlin, Nationalgalerie („Auf gemeinsamen Wegen“)
- 1986: Rostock, Kunsthalle Rostock („Sieger der Geschichte“. Malerei, Grafik, Plastik, Plakat)